# Codonopsis purpurea
Codonopsis purpurea là loài thực vật có hoa trong họ Hoa chuông. Loài này được Wall. mô tả khoa học đầu tiên năm 1824.